# Impuls
Impulsul unui corp este o mărime fizică vectorială definită ca fiind produsul dintre masă și viteză. O altă denumire (mai veche) este cea dată de Newton, care a definit impulsul ca fiind  cantitate de mișcare.

## Impulsul forței
Impulsul forței  este măsura efortului care trebuie depus pentru a schimba starea de mișcare.
- Exemplu: Se încearcă punerea în mișcare cu aceeași viteză a unei mingi de tenis și a unui proiectil de 10 kg - este mult mai greu să fie pus în mișcare proiectilul. Dacă se aplică o forța constantă {\displaystyle {\overrightarrow {F}}} pentru un timp {\displaystyle \delta t\!}, variația vitezei este dată de {\displaystyle m\delta {\overrightarrow {v}}={\overrightarrow {F}}\delta t\!}. Astfel, în scopul obținerii aceleași viteze produsul {\displaystyle {\overrightarrow {F}}\delta t\!} trebuie să fie cu atât mai mare cu cât masa m care se dorește a fi accelerată este mai mare. Pentru a scoate din repaus proiectilul de 10 kg și a-i imprima aceeași viteză finală ca a mingii, trebuie împins puternic sau un timp mai îndelungat. Ceea ce contează este produsul:

Graficul alăturat reprezintă o linie orizontală dreaptă de înălțime F deasupra axei timpului și de lungime {\displaystyle \delta t=t_{2}-t_{1}}, egală cu timpul în care forța acționează. Aria suprafeței dreptunghiului de sub această linie este {\displaystyle F\delta T}, mărimea impulsului forței în intervalul dat.

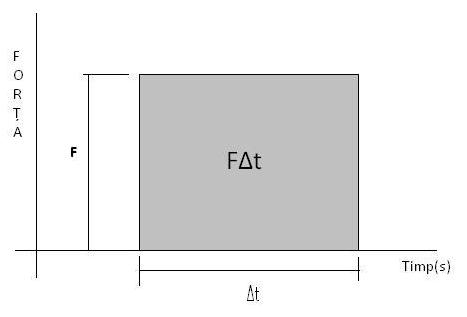
Aria patrulaterului reprezintă impulsul forței în timpul T.

Pentru orice forță constantă ce acționează într-un interval de timp oarecare, se poate obține mărimea impulsului ei ca fiind egală cu aria suprafeței de sub curba forță - timp pentru un interval de timp dat, sensul său coincide cu sensul forței.
Presupunând că forța se schimbă de la valoarea constantă {\displaystyle {\overrightarrow {F_{1}}}} la valoarea constantă {\displaystyle {\overrightarrow {F_{2}}}}, pe aceeași direcție, pentru un interval de timp {\displaystyle F\delta t_{1}} forța este constantă și impulsul forței este {\displaystyle {\overrightarrow {F_{1}}}\delta t_{1}}. Acest impuls creează variația {\displaystyle m(\delta {\overrightarrow {v}})_{1}}. În următorul interval de timp, {\displaystyle \delta t_{2}}, forța fiind din nou constantă, de această dată {\displaystyle {\overrightarrow {F}}_{2}}, impulsul ei {\displaystyle {\overrightarrow {F_{2}}}\delta t_{2}} determină variația {\displaystyle m(\delta {\overrightarrow {v}})_{2}}. Adică:
{\displaystyle {\overrightarrow {F}}_{1}\delta t_{1}=m(\delta {\overrightarrow {v}})_{1}} și 
{\displaystyle {\overrightarrow {F}}_{2}\delta t_{2}=m(\delta {\overrightarrow {v}})_{2}}.
Dacă se adună vectorial aceste două egalități se obține:
Deci, impulsul total al forțelor, în intervalul de timp {\displaystyle \delta t=\delta t_{1}+\delta t_{2}}, este egal cu masa înmulțită cu variația totală a vectorului viteză {\displaystyle \delta {\overrightarrow {v}}}.
În cazul unei forțe ce variază continuu, se poate obține impulsul forței prin însumarea impulsurilor din intervale mici de timp. Făcând fiecare interval atât de scurt încât F să poată fi considerată o forță constantă în acel interval de timp, atunci impulsul total al forței, care este suma tuturor produselor {\displaystyle {\overrightarrow {F}}\delta t}, va da variația totală {\displaystyle m\delta {\overrightarrow {v}}}.
Când forța se schimbă ca valoare dar își păstrează sensul, se pot însuma impulsurile calculând aria suprafeței de sub curba F-t.
Adesea o forță mare acționează numai pentru un interval foarte scurt de timp (de exemplu o minge de tenis lovită de o rachetă).

## Impulsul corpului
Presupuneți că aplicați același impuls al forței la două corpuri cu mase apreciabil diferite (ex. o minge de tenis și un proiectil de 10 kg) amândouă aflate inițial în repaus. Întrucât valoarea inițială a cantității {\displaystyle m{\overrightarrow {v}}} este zero în fiecare caz și întrucât forțele aplică impulsuri egale, valoarea finală {\displaystyle m{\overrightarrow {v}}'} va fi aceeași atât pentru minge cât și pentru proiectil. Deoarece masa proiectilului este mai mare decât masa mingii, viteza proiectilului va fi mult mai mică decât a mingii. Astfel, produsul {\displaystyle m{\vec {v}}} este o măsură diferită a mișcării față de viteza {\displaystyle {\vec {v}}} singură.
Impulsul corpului se notează  cu  {\displaystyle {\vec {p}}} și se măsoară în Ns={\displaystyle {\frac {kg\cdot m}{s}}}.
{\displaystyle {\vec {p}}=m{\vec {v}}}

### Dimensiune
{\displaystyle [p]_{SI}=[m]_{SI}[v]_{SI}=M\cdot L\cdot T^{-1}=1kg\cdot 1{\frac {m}{s}}=1{\frac {kg\cdot m}{s}}}

Masă, Viteză.

### Legea conservării impulsului

„Pendulul lui Newton”, un dispozitiv care ilustrează principiul conservării impulsului.

Newton a exprimat legea mișcării în funcție de impulsul corpului {\displaystyle m{\vec {v}}}, pe care l-a numit cantitate de mișcare.
Cu  {\displaystyle {\vec {p}}=m{\vec {v}}}, iar  {\displaystyle \delta {\overrightarrow {p}}}, fiind variația impulsului corpului.
sau în cuvinte: impulsul forței este egal cu variația impulsului corpului.
Dacă forța aplicată se schimbă, putem găsi în orice moment valoarea ei, cu condiția de a ști cum variază impulsul corpului cu timpul. Luăm pur și simplu intervale de timp {\displaystyle \scriptstyle \delta t} din ce în ce mai mici, până ce găsim pentru {\displaystyle \scriptstyle {\frac {\delta {\overrightarrow {p}}}{\delta t}}} o valoare care nu se schimbă mult pe măsură ce {\displaystyle \scriptstyle \delta t} descrește. Cu alte cuvinte forța instantanee este:
Forța in orice moment t ∈ δt este egală cu rata de variație a impulsului corpului.
Atunci când rezultanta forțelor externe ce acționează asupra unui sistem de corpuri este nulă ( {\displaystyle {\vec {F}}=0} ) impulsul total al sistemului se conservă ( {\displaystyle {\vec {p}}} =const.)

## Variația impulsului la interacțiunea a două corpuri
Variația impulsului unui sistem de puncte materiale este egală cu impulsul rezultantei tuturor forțelor externe care acționează asupra punctelor din sistem.
- Exemplu: Un băiat și un om adult stau alături pe o suprafață netedă de gheață. Băiatul îl împinge pe adult și amândoi încep să se miște, alunecând în sensuri opuse, băiatul mișcându-se ceva mai repede ca adultul. Dacă efectuăm astfel de experimente, constatăm că de câte ori doi oameni sunt în repaus și unul îl împinge pe celălalt, ei pornesc în sensuri contrare. Constatăm de asemenea că vitezele lor sunt invers proporționale cu masele. De exemplu, dacă un băiat de 50 kg împinge destul de tare un adult de 80 kg, astfel încât să pornească cu 0,25 m/s, constatăm că băiatul pornește în sens opus cu 0,40 m/s.